# Cipangopaludina chinensis
El caracol misterioso chino, caracol negro o caracol de trampilla (Cipangopaludina chinensis), es un caracol de agua dulce grande con branquias y opérculo, un molusco gasterópodo acuático de la familia Viviparidae. Suele habitar en lugares con fango y es consumido en la cocina de Asia Oriental. Ha sido introducido en los ecosistemas de Norteamérica y Europa donde actúa como especie invasora. 
El nombre "caracol de trampilla" se refiere al opérculo, una placa córnea ovalada que poseen la mayoría de los caracoles de este clado. Cuando el caracol se retrae, el opérculo sella la abertura de la concha, proporcionando cierta protección contra la desecación y los depredadores.

## Taxonomía
La taxonomía de esta especie es confusa y existen muchos nombres científicos en uso. También hay un debate sobre si Cipangopaludina chinensis malleata y Cipangopaludina japonica son sinónimos o simplemente fenotipos diferentes de la misma especie. Por ejemplo, la base de datos del servicio geológico de Estados Unidos considera a las dos como especies separadas. Smith (2000) sostiene que Cipangopaludina es un subgénero de Bellamya; sin embargo, debido a que la mayor parte de la literatura norteamericana no utiliza el género Bellamya para referirse a estos caracoles introducidos, los caracoles misteriosos orientales que se tratan en este artículo son los que se conocen con el nombre de Cipangopaludina . La literatura citada en la base de datos del servicio geológico con respecto al caracol misterioso chino emplea los nombres: Cipangopaludina chinensis, Cipangopaludina chinensis malleatus, Cipangopaludina chinensis malleata, Viviparus malleatus, Viviparus chinensis malleatus, Bellamya chinensis y Bellamya chinensis malleatus.

## Descripción

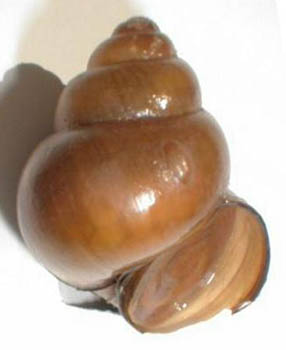
Concha de Bellamya chinensis

Las especies del género Cipangopaludina se pueden identificar por sus conchas globosas relativamente grandes y sus opérculos con marcas concéntricas. La concha es cónica y delgada pero sólida, con un ápice afilado, una espira relativamente alta y un verticilo corporal distante.
Esta especie tiene un umbilicus pequeño y redondo y la espira tiene un ángulo de 65–80°. Cipangopaludina chinensis presenta una coloración clara cuando es juvenil y una pigmentación verde oliva, marrón verdoso, marrón o marrón rojizo de adulto. La coloración interna es de color blanco a azul pálido.
La superficie de la concha es lisa con líneas de crecimiento claras. La concha tiene entre 6 y 7 verticilos.
Bellamya chinensis es una especie de gasterópodo grande, generalmente de 40 milímetros (1,6 plg) de altura de concha y 30 milímetros (1,2 plg) de ancho de concha. Los más grandes pueden llegar a 60 milímetros (2,4 plg) de altura y 40 milímetros (1,6 plg) de anchura. La altura de la concha llega a los 65 milímetros (2,6 plg) . La relación ancho-alto del Cipangopaludina chinensis es entre 0,74 y 0,82.La abertura es ovoide con un labio exterior simple y un labio interior.
En los juveniles, el último verticilo de la concha muestra una carina distintiva. La concha contiene surcos con 20 estrías/mm entre cada surco. Los juveniles también tienen un patrón detallado en el periostraco: dos filas apicales y tres filas de pelos en espiral con ganchos largos en los extremos, crestas distintivas así como otros pelos con ganchos cortos.
La concha de Cipangopaludina chinensis crece alométricamente (es decir, la altura aumenta más rápido que la anchura) y lo hace a un ritmo menor en comparación con Cipangopaludina japonica, de modo que la concha adulta es menos alargada que la de su congénere. La rádula de este caracol también puede diferir entre Cipangopaludina japonica y Cipangopaludina chinensis, pero hay tanta variación incluso dentro de una especie que no es una buena característica diagnóstica. De todas formas, como guía general, en las poblaciones de América del Norte, la rádula de Cipangopaludina chinensis suele tener siete cúspides pequeñas en el diente marginal y una cúspide central grande con cuatro cúspides pequeñas a cada lado.
Los caracoles misteriosos (a diferencia de los caracoles manzana) no poseen sifón. Dan a luz vivos y, como todos los caracoles acuáticos, sólo tienen un conjunto de tentáculos.

## Distribución
Aunque proviene del este de Asia, desde los trópicos de Indochina hasta el norte de China, esta especie se ha establecido en América del Norte.
Su distribución nativa abarca desde el sudeste asiático hasta Japón y el este de Rusia. Esta especie está ampliamente distribuida en China, especialmente en la meseta de Loes.

### Distribución no indígena

#### Estados Unidos

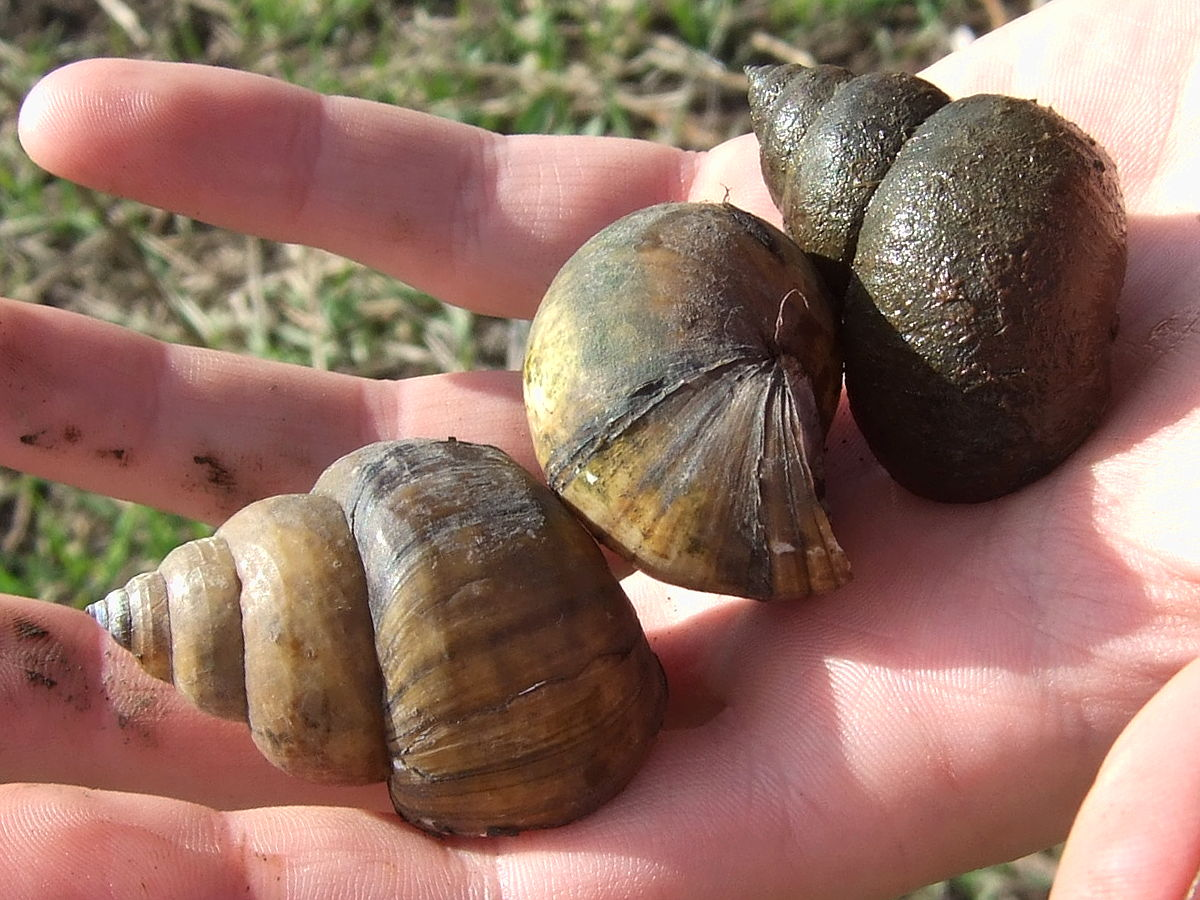
Caracoles misteriosos chinos en Naperville (Illinois)

Este caracol es una especie introducida en los Estados Unidos. Se vendía en los mercados de comida china de San Francisco a finales del siglo XIX. Fue detectado y recogido ya en 1914 en Boston. Probablemente fue liberado desde un acuario al río Niágara entre 1931 y 1942.
Se ha convertido en una especie invasora muy problemática en bastantes zonas.
Se encuentra en "cualquiera o todos los afluentes de Grand Island (NY) y en ambos lados del río Niágara en los Estados Unidos y Canadá".

#### Reino Unido
El caracol misterioso chino se detectó por primera vez en Inglaterra en una zanja en Pevensey Levels en Sussex en septiembre de 2018 y a principios de 2022 se informó sobre una segunda población desde el proyecto iNaturalist en el parque Southampton Common. Natural England lo investigó y encontró que estos caracoles estaban presentes en el  lago navegable y el lago ornamental del Common. No se sabe cómo se introdujeron los caracoles, pero se sospecha que fue a través de su liberación desde acuarios o mediante caracoles importados para alimentación.

## Ecología
Prefiere lagos de agua dulce con fondos blandos, fangosos o limosos, embalses, ríos de agua dulce de movimiento lento, arroyos, arrozales y estanques con pastos acuáticos, arrastrándose en el fondo del agua o sobre los pastos acuáticos. En América del Norte prefiere cuerpos de agua de ecosistema léntico con sustrato de limo, arena y barro, aunque puede sobrevivir en las regiones lentas de los arroyos. Puede tolerar condiciones en aguas estancadas cerca de fosas sépticas.
Se ha encontrado en aguas del este de América del Norte con un pH de 6,5 a 8,4, una concentración de calcio de 5 a 97 ppm, una concentración de magnesio de 13 a 31 ppm, una concentración de oxígeno de 7 a 11 ppm, profundidades de 0,2 a 7 m, una conductividad de 63 a 400 μmhos/cm y una concentración de sodio de 2 a 49 ppm.
La temperatura óptima del agua para su crecimiento y desarrollo es entre 20 y 28 °C. Hibernará mientras la temperatura del agua sea inferior a 10-15 °C o superior a 30 °C.

### Hábitos alimentarios
Cipangopaludina chinensis se alimenta de manera no selectiva del material orgánico e inorgánico del fondo, así como de algas bentónicas y epífitas, principalmente raspando, pero las diatomeas son probablemente el alimento más nutritivo que ingiere en los sitios del este de América del Norte.
En los acuarios, esta especie se alimenta principalmente de algas. Son populares porque no comen huevos de peces ni plantas, no sobrepueblan el acuario y se cierran si hay un problema de agua, sirviendo de indicación de que algo anda mal unas semanas antes de que los peces mueran.

### Ciclo vital
La reproducción se inicia sexualmente. Son ovovivíparos. Las hembras viven hasta 5 años, mientras que los machos viven hasta 3, ocasionalmente 4 años. Para las hembras, la fecundidad suele ser superior a 169 crías a lo largo de su vida, y puede llegar hasta 102 por cría determinada. Estas generalmente contienen embriones desde mayo hasta agosto y las crías nacen entre junio y octubre en el este de América del Norte en aguas poco profundas; luego las hembras comienzan a migrar a aguas más profundas para pasar el invierno en el otoño. Las hembras tienen más crías en el cuarto y quinto año que en otros años.

### Parásitos
Bellamya chinensis actúa en su hábitat nativo como huésped y vector de numerosos parásitos, entre ellos:
Como huésped intermediario para:
- Echinocasmus elongatus
- Echinocasmus redioduplicatus
- Echinocasmus rugosus
- Eupariphium ilocanum
- Eupariphium recurvatum
- Echinostoma macrorachis
- Echinostoma cinetorchis en Corea: este parásito puede infectar a los humanos.[12]
- También es un huésped común de larvas de equinostomos en las islas Kinmen.[4]

Los parásitos de Bellamya chinensis incluyen el trematodo Aspidogaster conchicola .

## Uso humano
Esta especie constituye uno de los cuatro caracoles de agua dulce predominantes que se encuentran en los mercados chinos, junto a Pomacea canaliculata (caracol manzana), Lissachatina fulica (caracol gigante africano) y Sinotaia quadrata. Este caracol se utiliza ampliamente como parte de la dieta humana en la mayoría de los lugares de China debido a que la carne del caracol se considera deliciosa, siendo nutritiva, con alto contenido de proteínas y bajo contenido de grasa. Además, en China se utiliza como medicamento para el tratamiento de enfermedades digestivas.
Sus conchas son abundantes en sitios arqueológicos de la cuenca de la región de Guanzhong (Shaanxi, en el noroeste de China) desde el Neolítico medio-tardío, como restos de comidas prehistóricas. La carne se consumía principalmente como alimento secundario.
Este caracol es también una de las especies de caracoles de arrozales consumidos  tradicionalmente en Tailandia.

## Lectura adicional
- </img> (in Japanese)</link> Yokohama Y. (1935).朝鮮に於けるマルタニシの分布に就いて "La distribución de Viviparus ( Cipangopaludina ) chinensis malleatus (REEVE) en Elegido".ヴ ヰ ナ スLa Venus 5 (1): 17–22. registro en Zasshi Kiji Sakuin .

- Datos: Q59771146
- Multimedia: Cipangopaludina chinensis / Q59771146